# HM-7
Le moteur HM-7 est un moteur-fusée cryogénique développé par la Société européenne de propulsion pour propulser le troisième étage de la fusée Ariane 1 qui a été utilisé pour la première fois en 1979.
À l'origine, la poussée était de 60 kN et durait 780 secondes. Le moteur HM-7 ne peut être réallumé. C'est le premier moteur-fusée utilisant l'oxygène et l'hydrogène liquide construit en série en Europe. Les moteurs de la famille HM-7 ont été utilisés sur les fusées Ariane 2, 3, 4 et étais mis en œuvre sur l'étage supérieur des fusées Ariane 5 de type ECA (version pouvant placer environ 10 tonnes en orbite de transfert géostationnaire) avant leur arrêt en juin 2023. 
Une version améliorée, désignée HM-7B et délivrant 64,8 kN, a été utilisée pour la première fois sur une fusée Ariane 3 le 4 août 1984. La fusée Ariane 5 ECA utilise une version encore plus puissante fournissant 70 kN durant 970 secondes (l'appellation du moteur n'a pas été modifiée). Le moteur HM-7B est remplacé par le moteur Vinci sur la fusée Ariane 6.